# Erlung
Erlung (mort le 28 ou le 30 décembre 1121 à l'abbaye de Münsterschwarzach) est évêque de Wurtzbourg de 1105 à sa mort.

## Biographie
Selon la biographie de Theodor Henner dans l'Allgemeine Deutsche Biographie, la famille d'origine d'Erlung est incertaine : il s'agit soit de la Maison de (de) Calw, soit de Cundorf. Il note cependant que le chroniqueur du Moyen Âge Ekkehard d'Aura parle de Meinhard de Bamberg, contre-évêque de Wurtzbourg de 1085 à 1088, comme son oncle.
Erlung commence sa carrière ecclésiastique comme chanoine du stift de Bamberg. On lui prête de bonnes relations avec l'évêque Othon. Il est comme son oncle un partisan de l'empereur Henri IV. Lorsque son fils Henri V revendique le trône, le conflit a pour conséquence dans l'évêché de Wurtzbourg la nomination de Rupert comme contre-évêque. À la mort de Henri IV en 1106 qui met fin à la dispute du trône, Henri V choisit Erlung, mettant fin aussi à la dispute dans l'évêché.
L'historien Wilhelm von Giesebrecht désigne Erlung comme l'un des rédacteurs de Henri IV dans la biographie qu'il lui consacre en 1868. Un poème sur la Révolte des Saxons lui est aussi attribué.
Après que Henri V l'a nommé comme envoyé diplomatique, la mésentente entre l'empereur germanique et le pape croît. Erlung change de camp et est écarté au profit d'un contre-évêque, Gebhard von Henneberg.
Erlung se retire à l'abbaye de Münsterschwarzach, où il souffre de la lèpre. L'accès à la ville de Wurtzbourg lui est inderdit.